# Va (kana)
A hiragana わ, katakana ワ, Hepburn-átírással: wa, magyaros átírással: va japán kana. A hiragana és a katakana is a 和 kandzsiból származik. A godzsúonban (a kanák sorrendje, kb. „ábécérend”) a 44. helyen áll. Dakutennel és handakutennel képzett alakja hagyományosan nincs. 
|          | Hepburn és magyaros | Hiragana (Unicode) | Katakana    |
| -------- | ------------------- | ------------------ | ----------- |
| Alapalak | wa va               | わ (U+308F)        | ワ (U+30EF) |

## Vonássorrend
|  |  |
|  |  |